# Autoridad Reguladora de los Servicios Públicos
La Autoridad Reguladora de los Servicios Públicos (ARESEP) es una institución pública descentralizada de Costa Rica, que regula un amplio espectro de servicios públicos en ese país. Su sede se ubica en el Oficentro Multipark, Ruta 310, 10203, San Rafael, Escazú, San José.

## Antecedentes
La ARESEP heredó las funciones reguladoras del Servicio Nacional de Electricidad de Costa Rica (SNE), que estuvo vigente entre los años 1928 y 1996.

## Fundación
El jueves 5 de septiembre de 1996, se publicó en el Diario Oficial La Gaceta, la Ley n.º 7596 de 6 de octubre de 1996, de la Autoridad Reguladora de los Servicios Públicos (ARESEP), por la cual se transformó al Servicio Nacional de Electricidad (SNE), en una institución autónoma, con personería jurídica, autonomía técnica, administrativa y patrimonio propio.

## Organización
La ARESEP está constituida por la Junta Directiva (ente que emite las políticas y organización interna); el Regulador General quien es el jerarca administrativo y la Reguladora Adjunta. Luego se divide en Direcciones Generales e Intendencias en cada sector regulado (Agua, Energía y Transporte).